# Norbert Kuß
Norbert Kuß (* 1943) ist ein deutsches Justizopfer. Er saß infolge einer Falschaussage seiner Pflegetochter und infolge eines fehlerhaften Glaubwürdigkeitsgutachtens 683 Tage unschuldig im Gefängnis.
Er war 2004 vom Landgericht Saarbrücken wegen mehrfachen sexuellen Missbrauchs seiner Pflegetochter zu einer Freiheitsstrafe von drei Jahren verurteilt worden.

## Aufnahme der Pflegetochter
Das Ehepaar Kuß hatte 2001 ein damals zwölfjähriges Kind als Pflegetochter in ihre Familie aufgenommen, zu der auch ein Adoptiv- und ein Pflegesohn gehören. Das lernbehinderte Kind mit Heimerfahrung kam aus problematischen Verhältnissen und fiel als besonders aggressiv auf. Norbert Kuß und seine Ehefrau berichteten von „sehr sexualisiertem und provokantem Verhalten“. Im Dezember 2002 eskalierte die Situation, woraufhin das Ehepaar Kuß die Pflegschaft des Kindes aufkündigte.

## Anzeige und Verurteilung wegen sexuellen Missbrauchs
Am 22. Januar 2003 erstattete die ehemalige Pflegetochter in Begleitung ihres leiblichen Vaters bei der Polizei in Saarbrücken Strafanzeige wegen sexuellem Missbrauch gegen Norbert Kuß. Das Mädchen behauptete, dass ihr Ex-Pflegevater sie wiederholt im Intimbereich berührt und missbraucht habe.
Kuß beteuerte in den folgenden Vernehmungen stets seine Unschuld. Die Staatsanwaltschaft erhob Anklage, woraufhin Kuß im Mai 2004 vom Landgericht Saarbrücken wegen schweren sexuellen Missbrauchs von Schutzbefohlenen zu einer Freiheitsstrafe von drei Jahren verurteilt wurde. Die ehemalige Pflegetochter hatte vor Gericht ihre Anschuldigungen wiederholt. Eine Sachverständige des Institutes für gerichtliche Psychologie und Psychiatrie in Homburg stufte die Anschuldigungen als mit hoher Wahrscheinlichkeit glaubhaft ein.
Erste Hinweise auf Sexual- und frühere Missbrauchserfahrungen des Mädchens wurden im Prozess überhört oder ignoriert. Das Gericht ließ zudem ein Alibi für einen der benannten Tatzeitpunkte unberücksichtigt, weil es dem Mädchen und dem Gutachten mehr Glauben schenkte. Die Revision gegen das Urteil des Landgerichts wurde vom Bundesgerichtshof verworfen. Überdies scheiterten eine Verfassungsbeschwerde und zwei Wiederaufnahmeanträge, obwohl der Strafverteidiger von Kuß dabei unter anderem auf jenes Alibi hingewiesen hatte.

## Entlassung aus dem Dienst und Haftbedingungen
Kuß war bis zu seiner Verurteilung als technischer Beamter bei der Bundeswehr tätig. Mit Rechtskraft der Verurteilung endete das Beamtenverhältnis von Norbert Kuß nach 46 Jahren Dienstzeit kraft Gesetzes. Ferner wurden ihm seine Pensionsansprüche aberkannt. Sein Haus in Marpingen stand in der weiteren Folge kurz vor der Zwangsversteigerung. Da Kuß als Kinderschänder verurteilt war, wurde er von seinen Mithäftlingen verachtet.

## Neues Gutachten infolge einer Schmerzensgeld-Klage
Die ehemalige Pflegetochter verklagte Norbert Kuß während seiner Haftzeit zivilrechtlich auf Zahlung von 25.000 Euro Schmerzensgeld an sie. Eine Zivilrichterin am Landgericht Saarbrücken wies diese Klage als unbegründet ab. Im Gegensatz zu ihren Kollegen von der Strafkammer war sie nicht mit der erforderlichen Gewissheit davon überzeugt, dass Kuß das Mädchen missbraucht hatte. Hiergegen legte die Ex-Pflegetochter Berufung ein. Das Saarländische Oberlandesgericht verfügte daraufhin in dem Berufungsverfahren die Einholung eines neuen Glaubwürdigkeitsgutachtens. In dem neuen Gutachten kam der Direktor der Freiburger Uniklinik für Psychiatrie zu dem Ergebnis, dass die Angaben der Ex-Pflegetochter zu dem angeblichen Missbrauch durch Kuß als „nicht erlebnisorientiert“ angesehen werden müssen. Diese Angaben seien nicht glaubwürdig und das der Verurteilung zugrunde liegende Gutachten weise gravierende methodische Mängel auf. Die ursprüngliche Gutachterin hatte auch nicht beachtet, dass das Mädchen schon im Alter von zehn Jahren den ersten Geschlechtsverkehr gehabt hatte. Daraufhin wies auch das Oberlandesgericht die Schmerzensgeld-Klage der Ex-Pflegetochter ab.

## Wiederaufnahmeverfahren und Freispruch
Aufgrund dieses Urteils und anhand des neuen Glaubwürdigkeitsgutachtens stellte Kuß 2009 zum dritten Mal einen Wiederaufnahmeantrag betreffend seiner strafgerichtlichen Verurteilung aus dem Mai 2004. Auch dieser wurde vom Landgericht abgewiesen. Erst als Kuß dagegen sofortige Beschwerde eingelegt hatte, ordnete das Saarländische Oberlandesgericht ein Wiederaufnahmeverfahren an. Infolgedessen wurde Kuß im November 2013 vom Amtsgericht Neunkirchen nachträglich freigesprochen. Die ehemalige Pflegetochter trat in dem Wiederaufnahmeverfahren als Nebenklägerin auf, verweigerte dabei aber die Aussage bei ihrer erneuten Vernehmung als Zeugin.

## Schadensersatz-Klage gegen die Gutachterin
Im Januar 2015 wurde die Psychologin des Homburger Instituts Petra Retz-Junginger, die das seinerzeit zur Verurteilung von Kuß führende Glaubwürdigkeitsgutachten erstellt hatte, vom Landgericht Saarbrücken zu einer Schmerzensgeldzahlung von 50.000 Euro an Kuß verurteilt, weil das Gutachten grob fahrlässig erstellt worden war und dabei wissenschaftliche Standards außer Acht gelassen wurden. Darüber hinaus wurde in dem Urteil festgestellt, dass die Gutachterin verpflichtet ist, Norbert Kuß den weiteren Schaden, der ihm durch die Entfernung aus dem Beamtenverhältnis und durch die Kürzung seiner Pensionsbezüge entstanden ist und die künftigen weiteren materiellen und immateriellen Schäden zu erstatten, die ihm durch das fehlerhafte Gutachten und durch die dadurch resultierende Inhaftierung entstehen werden.
Die Justizministerin des Saarlandes, Anke Rehlinger, drückte in einem persönlichen Gespräch ihr Bedauern gegenüber Norbert Kuß aus, wegen all dessen, was er infolge des Justizirrtums durchmachen musste. Außerdem entschuldigte sie sich für die überlange Verfahrensdauer seiner Rehabilitation. Gemeint war damit der zwischenzeitliche Verlust der Gerichtsakte und die Verzögerungen durch den Streit darüber, welches Gericht für das Wiederaufnahmeverfahren zuständig ist. Zwischen dem dritten Wiederaufnahmeantrag (2009) und dem Freispruch 2013 waren vier Jahre vergangen.
Petra Retz-Junginger hatte gegen ihre Verurteilung zu einer Schmerzensgeldzahlung Berufung eingelegt. Auch Norbert Kuß war gegen jene Entscheidung in Berufung gegangen, weil ihm die Entschädigungssumme zu gering erschien. Daraufhin hat das Oberlandesgericht Saarbrücken ihm nach Einholung eines Obergutachtens durch den renommierten Glaubhaftigkeitsexperten Max Steller im November 2017 ein Schmerzensgeld in Höhe von 60.000 Euro zugesprochen.
Petra Retz-Junginger legte Nichtzulassungsbeschwerde beim Bundesgerichtshof gegen das Urteil des OLG Saarbrücken ein. Diese Beschwerde wurde vom Bundesgerichtshof im September 2018 verworfen, so dass die Verurteilung zu einer Zahlung von 60.000 Euro an Kuß rechtskräftig ist.